# هیپرویتامینوز ای
هیپرویتامینوز اختلالی است که در اثر مصرف بیش از حد یک یا چند ویتامین ایجاد می‌شود. این اختلال معمولاً در اثر زیاده‌روی در مصرف مکمل‌های غذایی رخ می‌دهد. هایپرویتامینوز E ناشی از سطح خونی بالای ویتامین E است.
هیپرویتامینوز ای به دلیل اینکه ویتامین ای دارای اثرات ضدانعقادی است موجب افزایش احتمال خونریزی (مشکلات انعقاد خون) ؛ افزایش سطح چربی تری گلیسیرید خون و کاهش سطح هورمون تیروئید میشود.